# Associazione Calcio Femminile Milan 2008-2009
Questa voce raccoglie le informazioni riguardanti la Associazione Calcio Femminile Milan nelle competizioni ufficiali della stagione 2008-2009.

## Divise e sponsor
Le tenute da gioco riprendevano il motivo già utilizzato in precedenza, con quella casalinga con lo schema classico utilizzato dal Milan maschile, ovvero a strisce rossonere. Lo sponsor principale era la società di scommesse on line bwin mentre il fornitore delle tenute sportive era Adidas.
| 1ª divisa |  | 2ª divisa |  | 3ª divisa |

## Organigramma societario
Tratto dal sito Football.it.
Area amministrativa
- Presidente: Francesco Crudo
- Vicepresidente: Giorgio Vitaldi
- Segretario generale: Antonia di Cesare

Area tecnica
- Allenatore: Giuseppe Paolo Mincioni (fino al 31 marzo 2009)
- Allenatore: Leandro Bravo (dal 1º aprile 2009)
- Allenatore in seconda: Giovanni Zambetta
- Massaggiatore: Domenico Giuliani

## Rosa
Rosa e ruoli tratti dal sito Football.it.
| N. |                    | Ruolo | Calciatrice                          |
| -- | ------------------ | ----- | ------------------------------------ |
|    | Italia (bandiera)  | P     | Cecilia Di Giulio                    |
|    | Italia (bandiera)  | P     | Simona Fattori                       |
|    | Italia (bandiera)  | P     | Francesca Montemurro                 |
|    | Italia (bandiera)  | P     | Alice Pignagnoli                     |
|    | Italia (bandiera)  | D     | Federica Barosi                      |
|    | Italia (bandiera)  | D     | Elena Del Gaudio                     |
|    | Italia (bandiera)  | D     | Carlotta Di Giulio                   |
|    | Italia (bandiera)  | D     | Monica Maria Morelli                 |
|    | Italia (bandiera)  | D     | Giulia Pagano                        |
|    | Italia (bandiera)  | D     | Sonia Quitadamo                      |
|    | Italia (bandiera)  | D     | Viviana Russo                        |
|    | Camerun (bandiera) | D     | Charlène Rivarole Tchetchoua Nouossa |
|    | Italia (bandiera)  | D     | Francesca Vitale                     |
|    | Italia (bandiera)  | C     | Monica Balducci                      |

| N. |                    | Ruolo | Calciatrice       |
| -- | ------------------ | ----- | ----------------- |
|    | Italia (bandiera)  | C     | Fernanda Donzelli |
|    | Italia (bandiera)  | C     | Mara Ferretti     |
|    | Italia (bandiera)  | C     | Nicol Florio      |
|    | Italia (bandiera)  | C     | Federica Laddaga  |
|    | Italia (bandiera)  | C     | Valentina Marsili |
|    | Italia (bandiera)  | C     | Ilenia Sancassani |
|    | Nigeria (bandiera) | A     | Saidat Adegoke    |
|    | Italia (bandiera)  | A     | Alice Lidia Cama  |
|    | Italia (bandiera)  | A     | Sonia Cammarata   |
|    | Italia (bandiera)  | A     | Federica Cappella |
|    | Italia (bandiera)  | A     | Erica Croce       |
|    | Italia (bandiera)  | A     | Annalisa Zambetta |
|    | Italia (bandiera)  | A     | Laura Zanuso      |

## Calciomercato

### Sessione estiva
| Acquisti | Acquisti          | Acquisti        | Acquisti   |
| R.       | Nome              | a               | Modalità   |
| -------- | ----------------- | --------------- | ---------- |
| P        | Alice Pignagnoli  | Tradate Abbiate | definitivo |
| C        | Fernanda Donzelli | ???             | definitivo |
| A        | Laura Zanuso      | Exto Schio 06   | definitivo |

| Cessioni | Cessioni         | Cessioni     | Cessioni   |
| R.       | Nome             | a            | Modalità   |
| -------- | ---------------- | ------------ | ---------- |
| P        | Michela Cupido   | Torres       | definitivo |
| D        | Maruska Bernardi | Atalanta     | definitivo |
| D        | Eleonora Catania | Atalanta     | definitivo |
| A        | Ines Österle     | Fiamma Monza | definitivo |

## Risultati

### Serie A

#### Girone di andata
| Arbitro: | Andrea Dessena (Ozieri) |

|                                                  |           |  |
| Iannella 13’, 20’ Manieri 80’ Fuselli 93’ (rig.) | Marcatori |  |

| Arbitro: | Nicola Zuliani (Biella) |

|  |           |                    |
|  | Marcatori | 34’, 61’ Cavallini |

| Arbitro: | Matteo Mauri (Trento) |

|                                                     |           |             |
| Panico 13’, 92’ Paliotti 22’ Schiavi 88’ Parisi 91’ | Marcatori | 77’ Adegoke |

| Arbitro: | Alessandro Romeo (Como) |

|  |           |                               |
|  | Marcatori | 28’ Bonetti 52’, 78’ Piccinno |

| Arbitro: | Marco Rondina (Vercelli) |

|  |           |                                  |
|  | Marcatori | 9’, 17’, 47’ Parejo 43’ Olivieri |

| Arbitro: | Gabriele Bellanca (Genova) |

|                                       |           |           |
| Sodini 24’, 57’, 58’, 82’ Moretti 55’ | Marcatori | 30’ Croce |

| Arbitro: | Claudio Castello (Chivasso) |

|  |           |                                                                         |
|  | Marcatori | 19’, 50’, 64’ (rig.) Sabatino 46’, 80’ Vicchiarello 58’ (aut.) Ferretti |

| Arbitro: | Alberto Salmistraro (Padova) |

|                |           |  |
| Mauro 45’, 60’ | Marcatori |  |

| Arbitro: | Luca Faggin (Saronno) |

|                                                    |           |                     |
| Adegoke 36’ Croce 40’, 56’ Laddaga 46’, 87’ (rig.) | Marcatori | 57’ Vinci 77’ Greco |

| Arbitro: | Alessio Cretti (Lovere) |

|                                                                 |           |  |
| Ravasio 23’ Riboldi 28’, 52’ Bonometti 48’, 58’ Scarpellini 93’ | Marcatori |  |

| Arbitro: | Marco Francesco Schifano (Novi Ligure) |

|  |           |             |
|  | Marcatori | 19’ Bucovaz |

#### Girone di ritorno
| Arbitro: | Mattia Scarpa (Reggio nell'Emilia) |

|  |           |                                                  |
|  | Marcatori | 7’ Fadda 21’, 46’ Stracchi 71’ Fuselli 81’ Mattu |

| Arbitro: | Michele Ferrazzano (Bologna) |

|               |           |                        |
| Cavallini 53’ | Marcatori | 80’ Croce 87’ Ferretti |

| Arbitro: | Gianluca Calò (Torino) |

|             |           |                                                                           |
| Adegoke 39’ | Marcatori | 26’, 73’, 75’, 83’ Panico 46’ Girelli 55’, 71’ (rig.) Boni 90’ Gabbiadini |

| Arbitro: | Davide Vignola (Bergamo) |

|             |           |           |
| Bonetti 44’ | Marcatori | 48’ Croce |

| Arbitro: | Pietro Romano (Sapri) |

|                           |           |              |
| Mazzantini 30’ Pasqui 50’ | Marcatori | 30’ Balducci |

| Arbitro: | Nicola Storace (Novi Ligure) |

|  |           |                             |
|  | Marcatori | 2’, 66’ Sodini 67’ Bonansea |

| Arbitro: | Simone Berni (Forlì) |

|                                                                      |           |  |
| Vicchiarello 14’, 49’, 52’ Vitale 27’ (aut.) Colzi 36’ Del Prete 65’ | Marcatori |  |

| Arbitro: | Marco Rondina (Vercelli) |

|            |           |                           |
| Zanuso 19’ | Marcatori | 8’ Milenkovič 51’ Brumana |

| Arbitro: | Massimiliano Zappella (Bergamo) |

|                                                                 |           |  |
| Vinci 1’, 70’ Österle 37’, 46’ Ricco 50’, 75’ Velati 89’ (rig.) | Marcatori |  |

| Arbitro: | Marco Pelanda (Treviglio) |

|  |           |                     |
|  | Marcatori | 2’, 86’ Scarpellini |

| Arbitro: | Giovanni Baccini (Conegliano) |

|                     |           |                          |
| Spilotti 26’ (rig.) | Marcatori | 52’ Cappella 69’ Marsili |

### Coppa Italia

#### Primo turno
Girone H
| Cerro al Lambro 7 settembre 2008 | Riozzese | 0 – 3 a tav. | ACF Milan | Stadio comunale |

| San Donato Milanese 13 settembre 2008 | ACF Milan | 1 – 0 | Tradate Abbiate | Centro SNAM 1 |

| Venaria Reale 20 settembre 2008 | Torino | 2 – 1 | ACF Milan | Stadio Don Giacomo Mosso |

| 28 settembre 2008 | Como 2000 | 1 – 0 | ACF Milan |  |

| San Donato Milanese 7 febbraio 2009 | ACF Milan | 0 – 1 | Entella | Centro SNAM 1 |

## Statistiche

### Statistiche di squadra
| Competizione | Punti | In casa | In casa | In casa | In casa | In casa | In casa | In trasferta | In trasferta | In trasferta | In trasferta | In trasferta | In trasferta | Totale | Totale | Totale | Totale | Totale | Totale | DR  |
| Competizione | Punti | G       | V       | N       | P       | Gf      | Gs      | G            | V            | N            | P            | Gf           | Gs           | G      | V      | N      | P      | Gf     | Gs     | DR  |
| ------------ | ----- | ------- | ------- | ------- | ------- | ------- | ------- | ------------ | ------------ | ------------ | ------------ | ------------ | ------------ | ------ | ------ | ------ | ------ | ------ | ------ | --- |
| Serie A      | 10    | 11      | 1       | 0       | 10      | 7       | 38      | 11           | 2            | 1            | 8            | 8            | 40           | 22     | 3      | 1      | 18     | 15     | 78     | -63 |
| Coppa Italia | -     | -       | -       | -       | -       | -       | -       | -            | -            | -            | -            | -            | -            | 5      | 2      | 0      | 3      | 5      | 4      | +1  |
| Totale       | -     | -       | -       | -       | -       | -       | -       | -            | -            | -            | -            | -            | -            | 27     | 5      | 1      | 21     | 20     | 82     | -62 |

### Statistiche delle giocatrici
| Giocatore                | Serie A  | Serie A | Serie A     | Serie A    | Coppa Italia | Coppa Italia | Coppa Italia | Coppa Italia | Totale   | Totale | Totale      | Totale     |
| Giocatore                | Presenze | Reti    | Ammonizioni | Espulsioni | Presenze     | Reti         | Ammonizioni  | Espulsioni   | Presenze | Reti   | Ammonizioni | Espulsioni |
| ------------------------ | -------- | ------- | ----------- | ---------- | ------------ | ------------ | ------------ | ------------ | -------- | ------ | ----------- | ---------- |
| S. Adegoke               | 21       | 3       | 0           | 1          | ?            | ?            | ?            | ?            | 21+      | 3+     | 0+          | 1+         |
| M. Balducci              | 9        | 1       | 0           | 0          | ?            | ?            | ?            | ?            | 9+       | 1+     | 0+          | 0+         |
| F. Barosi                | 2        | 0       | 1           | 0          | ?            | ?            | ?            | ?            | 2+       | 0+     | 1+          | 0+         |
| A. Cama                  | 13       | 0       | 1           | 0          | ?            | ?            | ?            | ?            | 13+      | 0+     | 1+          | 0+         |
| S. Cammarata             | 5        | 0       | 0           | 0          | ?            | ?            | ?            | ?            | 5+       | 0+     | 0+          | 0+         |
| F. Cappella              | 16       | 1       | 1           | 0          | ?            | ?            | ?            | ?            | 16+      | 1+     | 1+          | 0+         |
| E. Croce                 | 19       | 5       | 1           | 0          | ?            | ?            | ?            | ?            | 19+      | 5+     | 1+          | 0+         |
| E. Del Gaudio            | 20       | 0       | 1           | 2          | ?            | ?            | ?            | ?            | 20+      | 0+     | 1+          | 2+         |
| Ca. Di Giulio            | 14       | 0       | 2           | 0          | ?            | ?            | ?            | ?            | 14+      | 0+     | 2+          | 0+         |
| Ce. Di Giulio            | 10       | -31     | 0           | 0          | ?            | ?            | ?            | ?            | 10+      | -31+   | 0+          | 0+         |
| F. Donzelli              | 6        | 0       | 0           | 0          | ?            | ?            | ?            | ?            | 6+       | 0+     | 0+          | 0+         |
| S. Fattori               | 1        | -0      | 0           | 0          | ?            | ?            | ?            | ?            | 1+       | 0+     | 0+          | 0+         |
| M. Ferretti              | 19       | 1       | 2           | 0          | ?            | ?            | ?            | ?            | 19+      | 1+     | 2+          | 0+         |
| N. Florio                | 1        | 0       | 0           | 0          | ?            | ?            | ?            | ?            | 1+       | 0+     | 0+          | 0+         |
| F. Laddaga               | 20       | 2       | 0           | 0          | ?            | ?            | ?            | ?            | 20+      | 2+     | 0+          | 0+         |
| V. Marsili               | 6        | 1       | 0           | 0          | ?            | ?            | ?            | ?            | 6+       | 1+     | 0+          | 0+         |
| F. Montemurro            | 2        | -0      | 0           | 0          | ?            | ?            | ?            | ?            | 2+       | 0+     | 0+          | 0+         |
| M. M. Morelli            | 8        | 0       | 0           | 0          | ?            | ?            | ?            | ?            | 8+       | 0+     | 0+          | 0+         |
| G. Pagano                | 14       | 0       | 1           | 0          | ?            | ?            | ?            | ?            | 14+      | 0+     | 1+          | 0+         |
| A. Pignagnoli            | 12       | -38     | 0           | 0          | ?            | ?            | ?            | ?            | 12+      | -38+   | 0+          | 0+         |
| S. Quitadamo             | 7        | 0       | 1           | 0          | ?            | ?            | ?            | ?            | 7+       | 0+     | 1+          | 0+         |
| V. Russo                 | 9        | 0       | 0           | 0          | ?            | ?            | ?            | ?            | 9+       | 0+     | 0+          | 0+         |
| I. Sancassani            | 22       | 0       | 2           | 0          | ?            | ?            | ?            | ?            | 22+      | 0+     | 2+          | 0+         |
| C. R. Tchetchoua Nouossa | 2        | 0       | 0           | 0          | ?            | ?            | ?            | ?            | 2+       | 0+     | 0+          | 0+         |
| F. Vitale                | 15       | 0       | 1           | 1          | ?            | ?            | ?            | ?            | 15+      | 0+     | 1+          | 1+         |
| A. Zambetta              | 0        | 0       | 0           | 0          | ?            | ?            | ?            | ?            | 0+       | 0+     | 0+          | 0+         |
| L. Zanuso                | 19       | 1       | 0           | 0          | ?            | ?            | ?            | ?            | 19+      | 1+     | 0+          | 0+         |